# Michele Rogers
Michele Rogers, née le 14 mai 1976 à Honolulu à Hawaii, est un modèle de charme et une actrice américaine. Elle a été notamment la playmate de Playboy en juin 2002. 

## Apparitions dans les numéros spéciaux dePlayboy
- Playboy's Nude Playmates Avril 2003 - pages 24-27.
- Playboy's Playmate Review Vol. 19 aout 2003 - pages 42-47.
- Playboy's Playmates in Bed Novembre 2003 - pages 50-53.
- Playboy's Playmates in Bed Juillet 2005 - pages 80-85.

## Filmographie
- Playboy Playmates in Bed (2002)
- Playboy Hot Lips, Hot Legs (2003)
- Playboy Video Playmate Calendar 2004